# Râul Valea Salciei
Râul Valea Salciei este un curs de apă, afluent al râului Godinești. 